# Wanda Półtawska
Wanda Wiktoria Półtawska (Lublin, 2 de octubre de 1921-Cracovia, 25 de octubre de 2023) fue una médica psiquiatra y escritora polaca. Miembro de la Resistencia polaca durante la ocupación por parte de la Alemania nazi de su país, fue internada en el campo de concentración de Ravensbrück, donde fue víctima de varios experimentos. Amiga personal de Karol Wojtyła, fue miembro de la Pontificia Academia de las Ciencias y autora del libro Diario de una amistad, relato de su larga relación de amistad con el papa Juan Pablo II.

## Segunda Guerra Mundial
Asistió a la escuela de las Ursulinas en Lublin. Desde antes de 1939 y durante la Segunda Guerra Mundial fue miembro de un grupo scout. Tras la invasión de Polonia por la Alemania nazi, se unió junto a más scouts de su grupo a la resistencia clandestina, donde actuó como mensajera y en los servicios auxiliares. Fue detenida por la Gestapo el 17 de febrero de 1941 y encarcelada en el castillo de Lublin, donde sufrió torturas durante los interrogatorios. El 21 de noviembre de 1941 fue deportada a Ravensbrück, condenada a muerte por rebeldía. En el campo de concentración se convirtió en una víctima de los experimentos médicos del doctor Karl Gebhardt, presidente de la sección alemana de la Cruz Roja y profesor en Berlín, Fritz Fischer Ernst, Rolf Rosenthal y Herta Oberheuser. Estos experimentos le provocaron secuelas físicas durante el resto de su vida. Poco antes del final de la guerra fue trasladada al campo de Neustadt-Glewe, donde vivió hasta su liberación, el 7 de mayo de 1945.
Tras la victoria aliada, se trasladó a Cracovia, completó sus estudios de medicina y psiquiatría y contrajo matrimonio con Andrzej Półtawski, profesor de filosofía, con el que tuvo cuatro hijas. Relató su experiencia como prisionera de los nazis y «cobaya humana» en el libro autobiográfico de 1961 I boję się snów (Y tengo miedo de mis sueños).

## Actividad científica

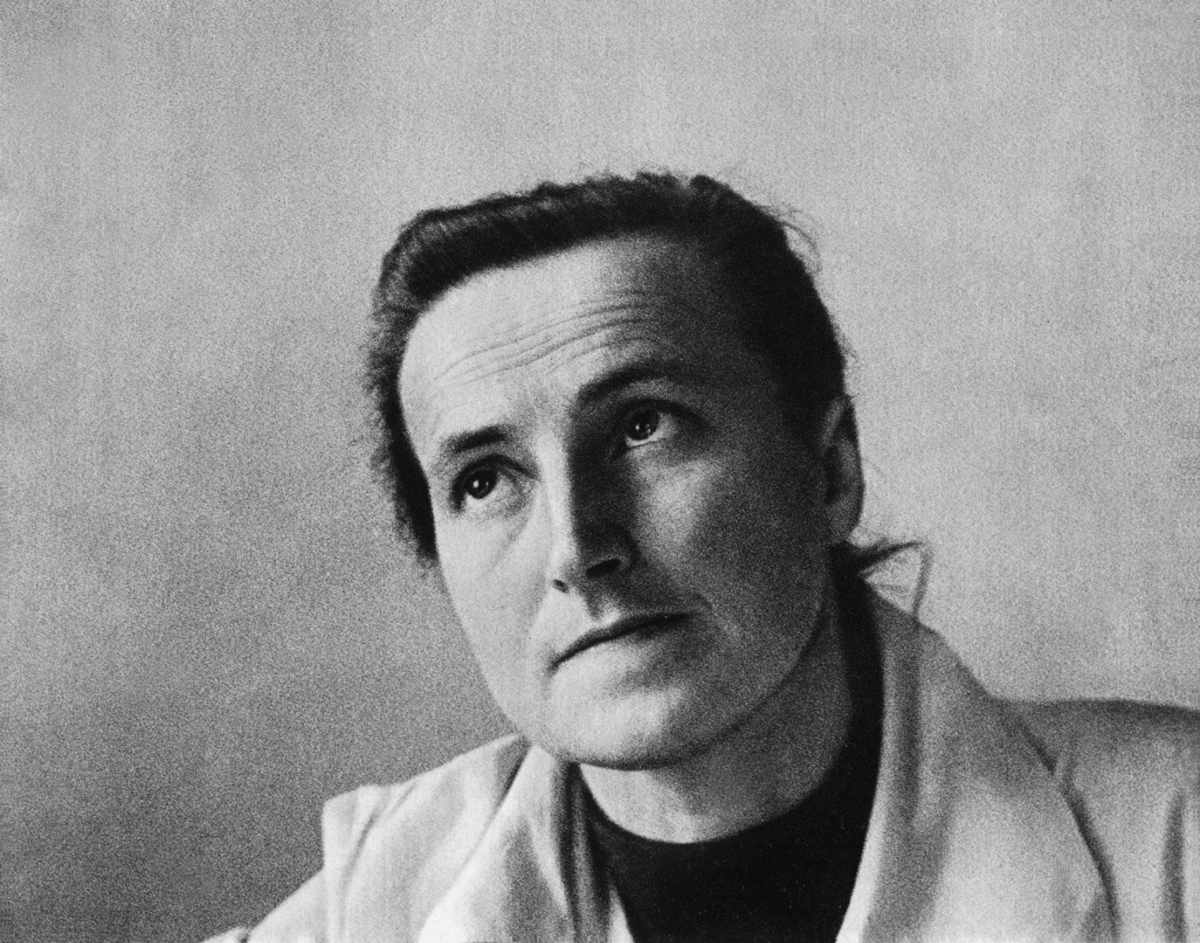
Wanda Półtawska en 1963.

En 1951 se graduó de medicina en la Universidad Jagellónica, para después especializarse y doctorarse en psiquiatría (1964). Entre 1952 y 1969 fue profesora asistente en el Departamento de Psiquiatría Médica de la Universidad de Cracovia. Desde 1955 hasta 1997 trabajó como profesora de medicina pastoral en la Pontificia Academia de Teología de Cracovia, entre 1964 y 1972 en el Departamento de Psicología de la Universidad Jagellónica y desde 1967, en el Instituto de Teología de la Familia de la Pontificia Academia de Teología de Cracovia, que dirigió durante 33 años. Entre 1981 y 1984 fue profesora en el Instituto de Estudios sobre el Matrimonio y la Familia «Juan Pablo II» en la Pontificia Universidad Lateranense, en Roma. Llevó a cabo el estudio denominado Dzieci oświęcimskich, sobre los niños enviados a campos de concentración como Auschwitz. En abril de 1969, la Universidad le dio libertad para dedicarse principalmente a la consultoría matrimonial y familiar. De acuerdo con la base de datos bibliográfica MEDLINE, es la autora de varios artículos científicos publicados en polaco e inglés.

## Actividad social
Además de su trabajo como médica, Półtawska se ha destacado por varias acciones sociales. Formó parte de la campaña para erigir una placa homenaje a las mujeres víctimas de los nazis en el campo de Ravensbrück, que tras diversos problemas fue finalmente inaugurada en 1996 y participó en los trabajos de la Comisión para la Investigación de Crímenes Nazis en Polonia. Durante diez años fue concejal de Cracovia, además de colaboradora en Radio María y una de las editoras del semanario católico Źródło («Fuente»).

## Amistad con Juan Pablo II
Según la propia Półtawska, Wanda y su marido conocieron a Karol Wojtyła, futuro papa Juan Pablo II, en 1950, en una etapa vital en la que las secuelas de los experimentos nazis sufridos eran especialmente dolorosas. En declaraciones a La Stampa, Wanda afirmó que «[Wojtyla] fue mi confesor, y me ayudó a salir del dolor atroz del lager. Gracias a él dejé de sentirme culpable por haber sobrevivido a aquellas mujeres». En 2009 escribió el libro Diario de una amistad, en la que relata su larga relación de amistad con Juan Pablo II, acompañando el relato de numesosas citas de las cartas recibidas por Półtawska a lo largo de los años antes y durante el pontificado de Wojtyła. Antes de su publicación el manuscrito fue presentado a la Postulación General de la beatificación de Juan Pablo II en Roma, a fin de no afectar al proceso. La postulación no planteó objeciones a la publicación del libro. A pesar de que en el libro se recoge que la familia de Półtawska llamaba cariñosamente al futuro papa «hermano», como símbolo de especial amistad, el cardenal Stanisław Dziwisz, secretario personal de Juan Pablo II durante cuarenta años, declaró que Wanda «exageraba» y que Wojtyła mantenía muy buenas relaciones con numerosas personas de Polonia, sin que la amistad con Półtawska fuera especialmente significativa.
Sin embargo, es conocida la correspondencia de 1962, dirigida al monje italiano y más tarde un santo católico Pío de Pietrelcina por el entonces arzobispo Karol Wojtyła, pidiendo oraciones para la curación del cáncer de Wanda Półtawska y más tarde para las gracias del Papa por una intervención efectiva. Además, Półtawska colaboró con Wojtyła en la revisión de sus obras, Amor y responsabilidad (1960) y Persona y acción (1969).

## Publicaciones

### Libros
Półtawska es la autora de varios libros:
- I boję się snów. Wyd. Edycja Świętego Pawła Częstochowa 1998 (wydanie IV). ISBN 83-7168-202-6
- Homoseksualizm - sprawa prywatna?. Wyd. Jedność 1998; praca zbiorowa: Wanda Półtawska, Bogdan Gierdziewicz, Wiesław Kryczka, Krystyna Kluzowa. ISBN 83-7224-056-6
- And I am afraid of my dreams (título original. I boję się snów). Nueva York: Hippocrene Books, 1989. ISBN 0-87052-745-2
- Samo życie Wyd. Edycja Świętego Pawła Częstochowa 1994, 2004.
- Z prądem i pod prąd. Wyd. Edycja Świętego Pawła Częstochowa 2001. ISBN 83-7168-178-X
- Jestem odpowiedzialny za swój kwiat. (wyd. kasetowe)
- Stare Rachunki Wyd. Edycja Świętego Pawła Częstochowa 2001. ISBN 83-7168-447-9
- By rodzina była Bogiem silna.... Wyd. Edycja Świętego Pawła Częstochowa 2004. ISBN 83-7168-643-9
- Przygotowanie do małżeństwa WAM Kraków, wydania: 1988, 1993, 1996, 1998, 2000 (ISBN 83-7097-678-6), 2002.
- Przed nami miłość. Wyd. Edycja Świętego Pawła Częstochowa 2001. ISBN 83-7168-466-5
- Ekspertyza sądowo-psychiatryczna w postępowaniu spadkowym testamentowym. Państwowy Zakład Wydawnictw Lekarskich, Warszawa 1974.
- Beskidzkie rekolekcje. Dzieje przyjaźni księdza Karola Wojtyły z rodziną Półtawskich (Diario de una amistad), 2009, ISBN 978-83-7424-572-2
- Eros et iuventus!, 2009, ISBN 978-83-7424-698-9

## Reconocimientos
- Insignia de oro "por su trabajo en la ciudad de Cracovia" (1964)
- Medalla Pro Ecclesia et Pontifice (1981)
- Doctor honoris causa por el Instituto Catequético Pontificio Notre Dame de Arlington (Virginia) (1987)
- Comendadora de la Orden de San Gregorio Magno (1999)
- Medalla del Senado de Polonia (1999)
- Medalla de Santa Eduvigis de la Academia Pontificia de Teología de Cracovia (1999)
- Medalla del Presidente de Lublin (2006)
- Ciudadano Honorario de Siedlce (10/26/2007)
- Doctor honoris causa de la Universidad Católica Juan Pablo II (06/09/2008)
- Premio. Anton Neuwirth Asociación Eslovaca para la defensa de la vida en la categoría de extranjeros (27 de marzo de 2009)
- Ciudadano Honorario de la PZL (06/28/2009)
- Ciudadano Honorario de Lublin (19.11.2009)